# Haematopota jellisoni
Haematopota jellisoni är en tvåvingeart som först beskrevs av Philip 1960.  Haematopota jellisoni ingår i släktet Haematopota och familjen bromsar. Inga underarter finns listade i Catalogue of Life.